# Ghana aux Jeux olympiques d'été de 2020
Le Ghana participe aux Jeux olympiques de 2020 à Tokyo au Japon se tenant du 23 juillet au 8 août 2021. Il s'agit de sa 15e participation à des Jeux d'été.
Le 7 juillet 2021, la triple-sauteuse Nadia Eke est nommée porte-drapeau de la délégation ghanéenne par le Comité olympique du Ghana.

## Médaillés
| Sport | Discipline          | Athlète(s)   | Performance            | Date   |
| ----- | ------------------- | ------------ | ---------------------- | ------ |
| Boxe  | Poids plumes hommes | Samuel Takyi | Duke Ragan Défaite 1-4 | 3 août |

## Athlètes engagés
| Sport         | Hommes | Femmes | Total |
| ------------- | ------ | ------ | ----- |
| Athlétisme    | 6      | 1      | 7     |
| Boxe          | 3      | 0      | 3     |
| Haltérophilie | 1      | 0      | 1     |
| Judo          | 1      | 0      | 1     |
| Natation      | 1      | 1      | 2     |
| Total         | 12     | 2      | 14    |

## Résultats

### Athlétisme
| Athlète                                                                              | Épreuve          | Série   | Série | Demi-finale | Demi-finale | Finale       | Finale       |
| Athlète                                                                              | Épreuve          | Temps   | Rang  | Temps       | Rang        | Temps        | Rang         |
| ------------------------------------------------------------------------------------ | ---------------- | ------- | ----- | ----------- | ----------- | ------------ | ------------ |
| Benjamin Azamati-Kwaku                                                               | 100 m            | 10 s 13 | 4e    | Éliminé     | Éliminé     | Éliminé      | Éliminé      |
| Joseph Amoah                                                                         | 200 m            | 20 s 35 | 3e    | 20 s 27     | 4e          | Éliminé      | Éliminé      |
| Sarfo Ansah Benjamin Azamati-Kwaku Joseph Oduro Manu Sean Safo-Antwi Emmanuel Yeboah | Relais 4 x 100 m | 38 s 8  | 5e    | Non disputé | Non disputé | Disqualifiés | Disqualifiés |

| Athlètes  | Épreuve     | Qualification | Qualification | Finale       | Finale   |
| Athlètes  | Épreuve     | Performances  | Rang          | Performances | Rang     |
| --------- | ----------- | ------------- | ------------- | ------------ | -------- |
| Nadia Eke | Triple saut | NM            | -             | Éliminée     | Éliminée |

### Boxe
| Athlète         | Catégorie          | 1/16e de finale     | 1/8e de finale       | Quart de finale     | Demi-finale         | Finale              | Rang                                |
| Athlète         | Catégorie          | Adversaire Résultat | Adversaire Résultat  | Adversaire Résultat | Adversaire Résultat | Adversaire Résultat | Rang                                |
| --------------- | ------------------ | ------------------- | -------------------- | ------------------- | ------------------- | ------------------- | ----------------------------------- |
| Sulemanu Tetteh | Mouches (-52 kg)   | Marte Victoire 3-2  | Veitía Défaite 0-5   | Éliminé             | Éliminé             | Éliminé             | Éliminé                             |
| Samuel Takyi    | Plumes (-57 kg)    | Exempté             | Caicedo Victoire 5-0 | Ávila Victoire 3-2  | Ragan Défaite 1-4   | Éliminé             | Médaille de bronze, Jeux olympiques |
| Shakul Samed    | Mi-lourds (-81 kg) | Exempté             | Malkan Défaite (RSC) | Éliminé             | Éliminé             | Éliminé             | Éliminé                             |

### Haltérophilie
| Athlète         | Compétition | Arraché  | Arraché | Épaulé-jeté | Épaulé-jeté | Total  | Rang |
| Athlète         | Compétition | Résultat | Rang    | Résultat    | Rang        | Total  | Rang |
| --------------- | ----------- | -------- | ------- | ----------- | ----------- | ------ | ---- |
| Christian Amoah | -96 kg      | 145 kg   | 14e     | 170 kg      | 13e         | 315 kg | 12e  |

### Judo
| Athlète      | Compétition    | 1er tour            | 2e tour             | Quart de finale     | Demi-finale         | Repêchage           | Finale              | Rang    |
| Athlète      | Compétition    | Adversaire Résultat | Adversaire Résultat | Adversaire Résultat | Adversaire Résultat | Adversaire Résultat | Adversaire Résultat | Rang    |
| ------------ | -------------- | ------------------- | ------------------- | ------------------- | ------------------- | ------------------- | ------------------- | ------- |
| Kwadjo Anani | Moins de 90 kg | Gwak Défaite 00-01  | Éliminé             | Éliminé             | Éliminé             | Éliminé             | Éliminé             | Éliminé |

### Natation
| Athlète        | Épreuve                 | Séries  | Séries | Demi-finales | Demi-finales | Finale   | Finale   |
| Athlète        | Épreuve                 | Temps   | Rang   | Temps        | Rang         | Temps    | Rang     |
| -------------- | ----------------------- | ------- | ------ | ------------ | ------------ | -------- | -------- |
| Abeiku Jackson | 100 m papillon masculin | 53 s 39 | 45e    | Éliminé      | Éliminé      | Éliminé  | Éliminé  |
| Unilez Takyi   | 50 m nage libre féminin | 27 s 85 | 57e    | Éliminée     | Éliminée     | Éliminée | Éliminée |